# Hypothèse scientifique
Pour les articles homonymes, voir Hypothèse.
Une hypothèse scientifique peut être, pour Mark P. de Munnynck  :
- un fait qui échappe à une vérification directe par l'observation au moins pendant une période donnée, mais qui est vérifiable et indiqué  par les faits d'expérience. Il donne l'exemple des atomes, une hypothèse formulée dès l'Antiquité, mais dont l'observation n'est devenue possible qu'au milieu du XXe siècle avec la microscopie électronique en transmission et l'invention du microscope à effet tunnel ;
- une proposition d'explication des causes des phénomènes, qui peut être obtenue par généralisation d'un constat. Il donne l'exemple de l'hypothèse de Newton, sur la cause des mouvements planétaires.

Dans son Introduction à l’étude de la médecine expérimentale, publiée en 1865, Claude Bernard détaille le rôle des hypothèses au sein du raisonnement expérimental. Expérimenter, c'est poser une question, et « on ne conçoit jamais une question sans l'idée qui sollicite la réponse. Je considère donc, en principe absolu, que l'expérience doit être instituée en vue d'une idée préconçue... » L'hypothèse est cette idée préconçue.